# Linia 1 metra w Rio de Janeiro

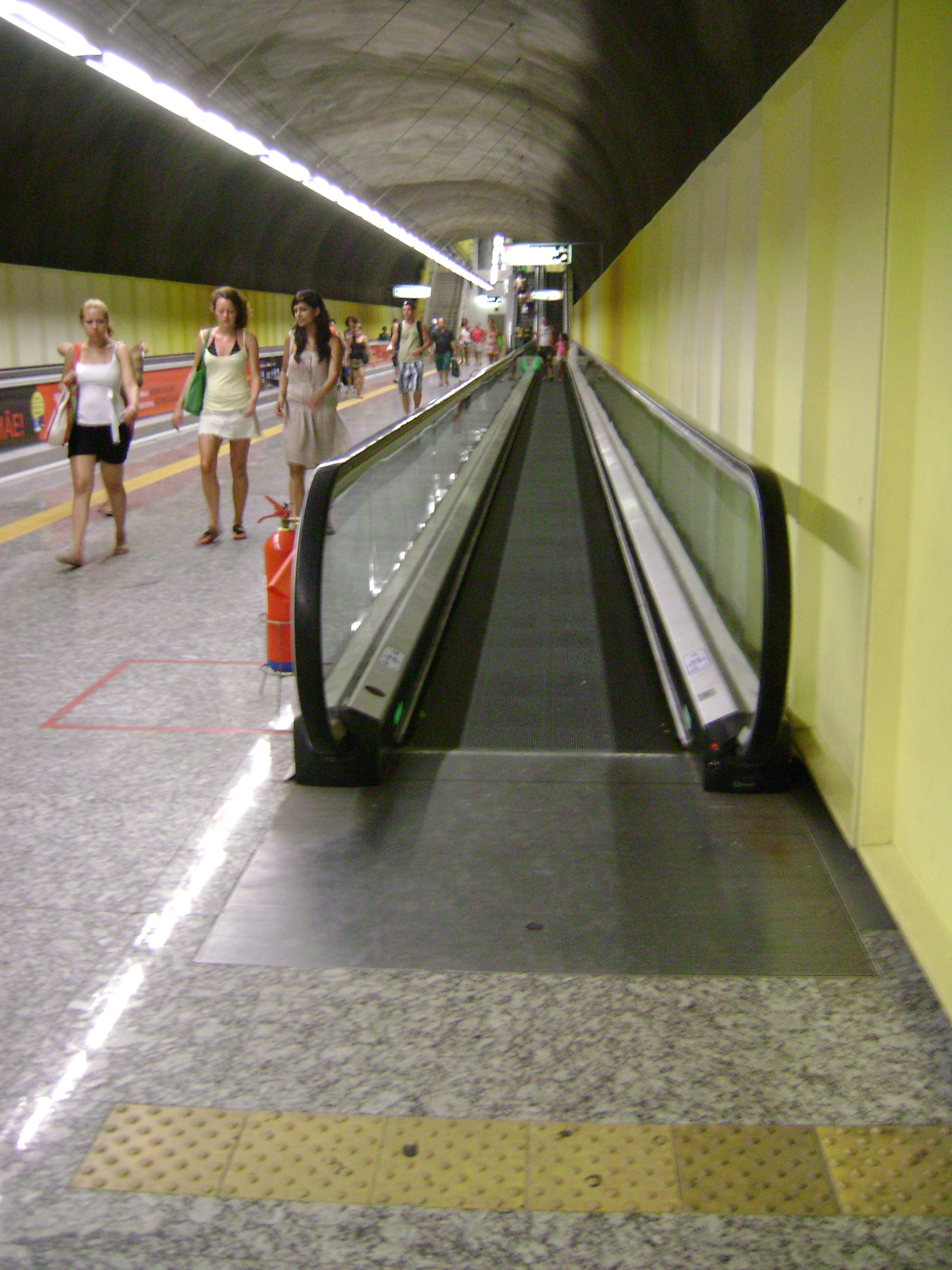
Stacja Ipanema/General Osório na Lini1 1

Linia 1 – linia metra w Rio de Janeiro. Obsługuje centrum biznesowe w centrum miasta, obszary turystyczne miasta południowej strefy, i kilka dzielnic w strefie północnej. Jest to linia półokrągła i całkowicie podziemna. Biegnie od Sáenz Peña do Ipanema/General Osório.
Jest to pierwsza linia metra w Rio de Janeiro i została zbudowana od czerwca 1970 do marca 1979 roku.